# Amfiaraies
Les Amfiaraies o Amfiarees (en grec antic: Ἀμφιαράϊα, Ἀμφιαραῖα) eren uns jocs de l'antiga Grècia que se celebraven a Oropos en honor de l'heroi Amfiarau. Es feien en un temple a la vora de la ciutat, on hi havia un famós oracle.
Pausànies descriu els ritus celebrats al temple durant les Amfiaraies, i diu que els habitants d'Oropos van ser els primers que van considerar que Amfiarau era un déu. Vora la ciutat tenia un santuari propi i una estàtua de marbre blanc. A prop del temple hi havia una font que anomenaven d'Amfiarau, on no feien cap sacrifici ni usaven les aigües per fer purificacions: només, quan algú es guaria d'una malaltia greu, tirava a la font or i plata encunyats com a agraïment, perquè, segons diuen, Amfiarau va arribar en aquesta font convertit en déu. El temple tenia un oracle, i encara que hi ha autors que diuen que Amfiarau donava profecies en vers, el cert és que aquest déu profetitzava a través de l'oniromància: endevinació a través dels somnis. Era costum que qui anava a consultar l'oracle s'havia de purificar primer fent diversos sacrificis al seu altar. Després sacrificaven un boc o una cabra, en treien la pell i dormien al damunt, esperant la revelació a través d'un somni.